# Aspatria
Aspatria – miasto i civil parish w Wielkiej Brytanii, w Anglii, w regionie North West England, w hrabstwie Kumbria, w dystrykcie (unitary authority) Cumberland. W 2011 roku civil parish liczyła 2834 mieszkańców.
W Aspatrii ma swą siedzibę klub rugby – Aspatria RUFC.